# Église de Tous-les-Saints de Riga
Pour les articles homonymes, voir Église de Tous-les-Saints.
L'église de Tous-les-Saints (letton : Rīgas Visu Svēto baznīca, russe : Церковь Всех Святых) est une église orthodoxe russe située à Riga en Lettonie.

## Présentation
Elle est située au sud de la ville dans le quartier de Maskavas. Elle mélange le style néoroman de briques et surtout le style néobyzantin. Elle est desservie par les lignes de tramways 3, 7 et 9; et la ligne d'autobus 18. L'église est réputée pour son chœur d'hommes.
Son iconostase de bois doré, avec ses icônes du XIXe siècle, est remarquable.

## Historique
Une première chapelle orthodoxe russe, consacrée à tous les saints, est construite en 1777 à cet emplacement où se trouvait déjà un cimetière orthodoxe. Une église de bois de style néo-byzantin est bâtie en 1812 et consacrée en 1815 avec une grande coupole. Cependant elle s'avère trop petite et en mauvais état, si bien qu'une nouvelle église de bois est bâtie à partir de 1854. Son clocher de briques (celui que l'on admire aujourd'hui) date de 1869-1870 avec une cloche de 310 pouds. L'église actuelle date de 1882-1884 et elle est construite également en briques. L'ancienne église de bois est transférée au cimetière Ivanskoïe de Riga.
L'église de Tous-les-Saints dessert d'abord une école paroissiale construite en 1892-1894 à côté. Celle-ci est aujourd'hui le séminaire orthodoxe de Riga. L'église de Tous-les-Saints est à la fois église paroissiale et église du séminaire depuis 1994.
L'église est restaurée en 1924, après les saccages subis pendant la Première Guerre mondiale, et l'intérieur en 1926. Elle ne ferme pas du temps de la république socialiste soviétique de Lettonie. Elle est de nouveau restaurée en 1968-1969 et au début des années 2000.

## Galerie

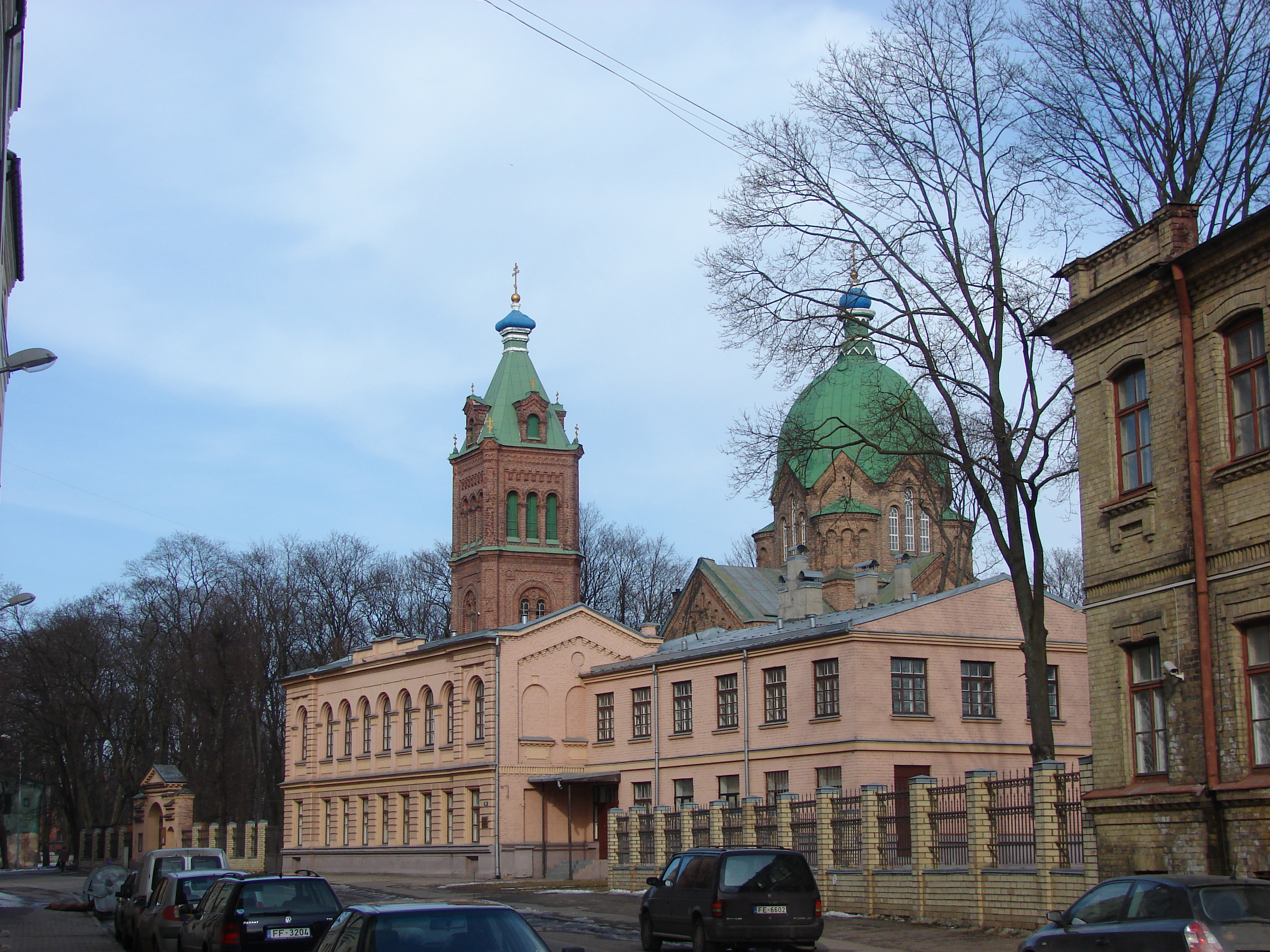
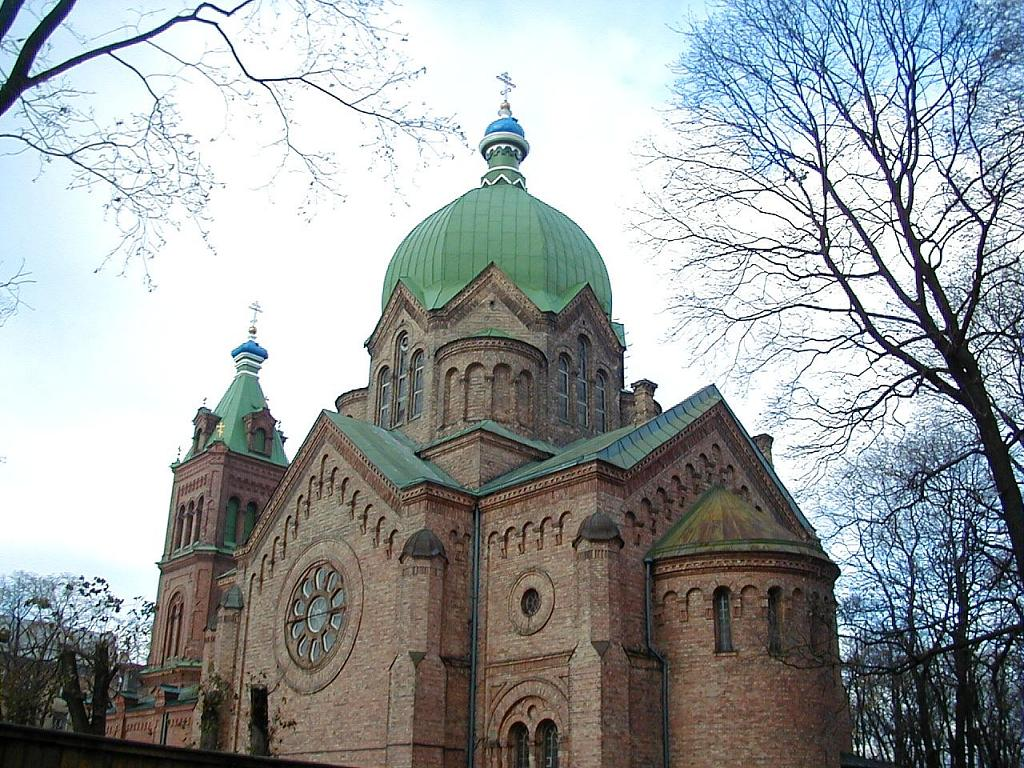
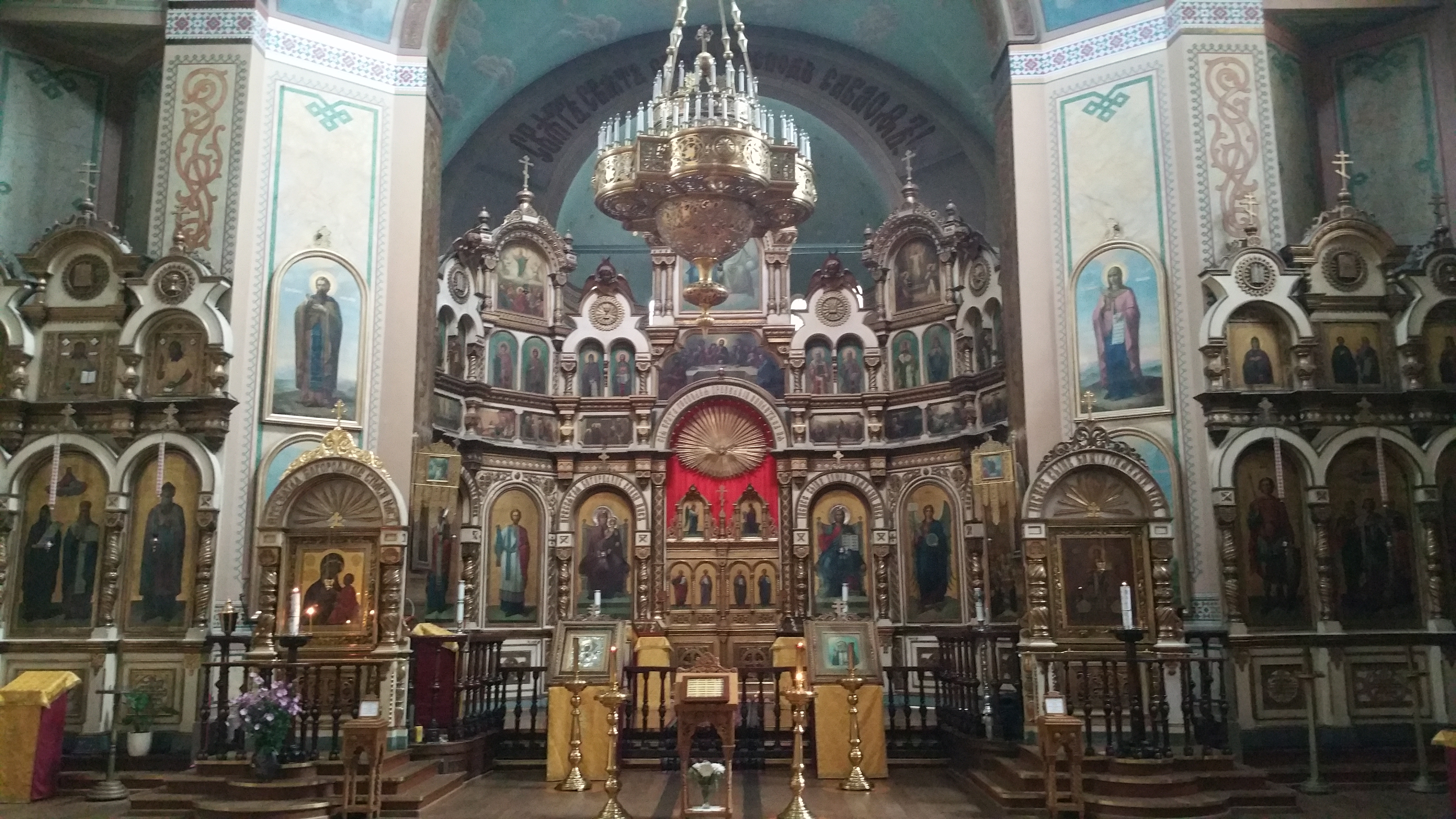
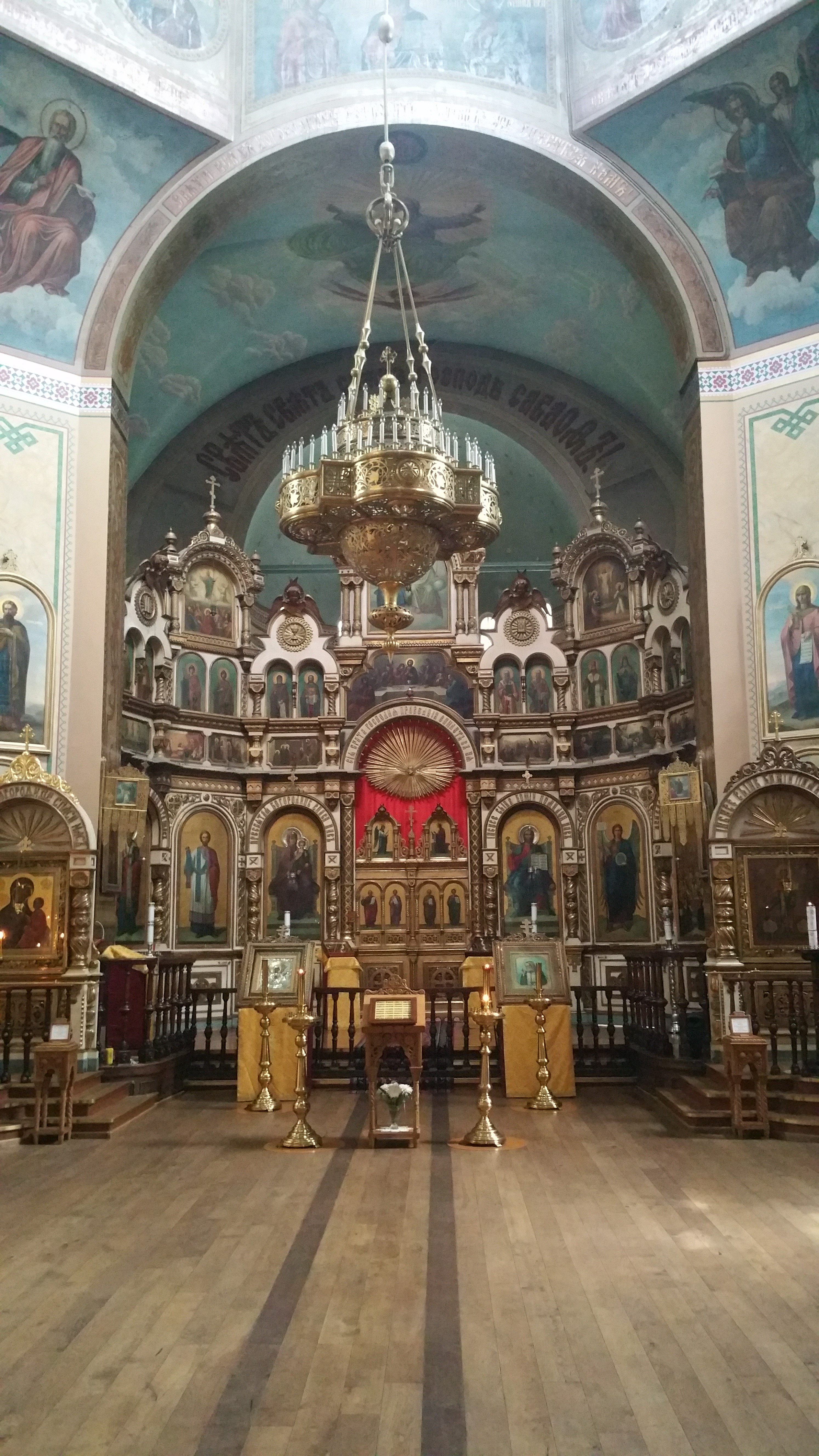